# Plateau van Spekholzerheide

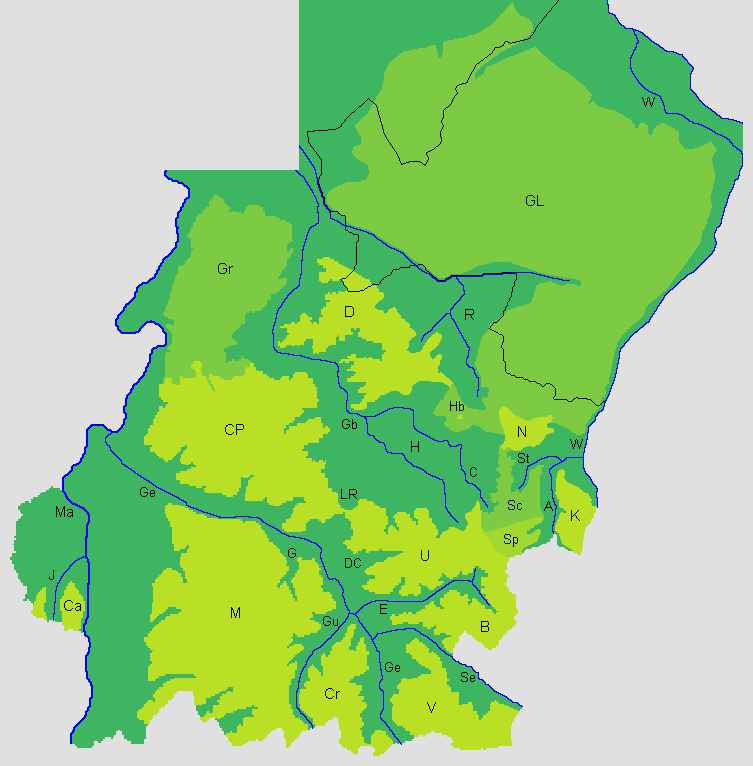
Sp. Plateau van Spekholzerheide

Het Plateau van Spekholzerheide is een klein plateau in Nederlands Zuid-Limburg dat ontstaan is door de erosie van omliggende rivieren en beken. Het gebied is een golvende laagvlakte. Ze strekt zich uit over de Kerkraadse buurten Gracht, Heilust, Kaalheide en Spekholzerheide en naar die laatste is het plateau vernoemd.
Aan de zuidwestzijde gaat het relatief lagere plateau op in het hogere Plateau van Ubachsberg en verder naar het zuiden het Plateau van Bocholtz. Aan de noordwestzijde wordt het plateau begrensd door het dal van de Geleenbeek en de Caumerbeek die daar ontspringen in het Geleenbeekdal en het Bekken van Heerlen. Aan de noordzijde ligt het Plateau van Schaesberg die het Plateau van Spekholzerheide verbindt met het noordelijker gelegen Plateau van Nieuwenhagen. Ten oosten van deze lage rug ligt het Strijthagerbeekdal met daar ten oosten een lage rug. Aan de oostzijde van de lage rug en het Plateau van Spekholzerheide wordt het plateau begrensd door de Anstelvallei met daar de Anstelerbeek (met aan de andere zijde het Plateau van Kerkrade) en in het zuidoosten door de Crombacherbeek.
Aan de oostkant snijdt de beek Vloedgraaf in het plateau, samen met de Anstelerbeek, waardoor er een steile helling is ontstaan. Boven op deze helling bouwde men in de Romeinse tijd de Romeinse villa Kaalheide.
Op het plateau ligt nog een deel van de Steenberg Willem-Sophia die opgeworpen werd met afvalsteen van de steenkolenmijn Willem-Sophia.

## Geologie
Het gebied van het plateau wordt door meerdere breuken doorkruist, waaronder de Heerlerheidebreuk.